# Ernst Schäfer (Zoologe)

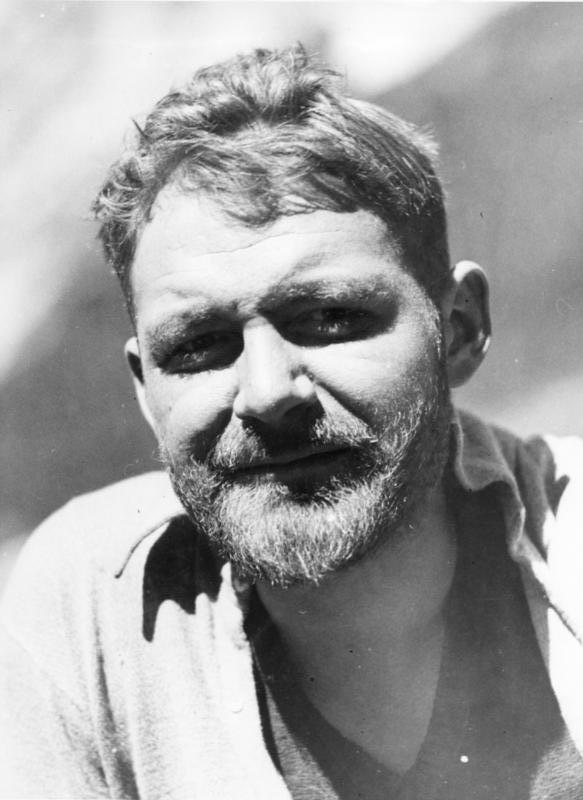
Ernst Schäfer in Tibet (1938)

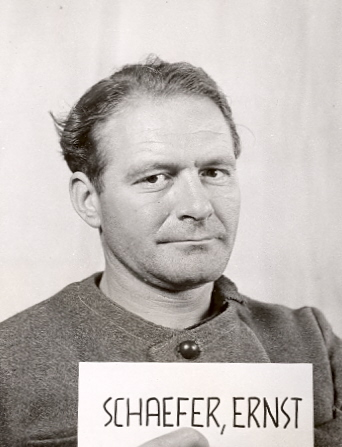
Ernst Schäfer als Zeuge während der Nürnberger Prozesse

Ernst Schäfer (* 14. März 1910 in Köln; † 21. Juli 1992 in Bad Bevensen) war ein deutscher Zoologe und Tibetforscher. In der Zeit des Nationalsozialismus war Schäfer ein führendes Mitglied der Forschungsgemeinschaft Deutsches Ahnenerbe und bekleidete den Rang eines SS-Sturmbannführers.

## Leben und Werk

### Jugend und Studium
Ernst Schäfer wuchs als Sohn einer Großbürgerfamilie in Waltershausen (Thüringen) auf und begeisterte sich schon als Jugendlicher für die Jagd. Nach dem Abitur, das er an einem Gymnasium in Mannheim bestand, studierte er von 1929 bis 1934 in Göttingen, Hannover, Philadelphia und Berlin Zoologie und Botanik, aber auch Geologie, Mineralogie, Chemie, Physik und Völkerkunde. Sein Spezialgebiet war die Ornithologie.
Er trat 1930 der Deutschen Ornithologen-Gesellschaft (DO-G) bei. Seine Dissertation wurde als Sonderheft des Journals für Ornithologie Jg. 86 (1938) veröffentlicht. Sein Doktorvater, der Ornithologe Erwin Stresemann, ernannte Schäfer, nicht zuletzt seiner umfangreichen Sammlung wegen, die er dem Zoologischen Museum der Friedrich-Wilhelms-Universität schenkte, am 7. Dezember 1939, telegraphisch zum Ehrenmitglied der DO-G.

### Ehe und Familie
Im Juni 1937 heiratete Schäfer die gleich alte Tochter eines Großbauern aus dem Taunus, Hertha Volz, die jedoch bereits am 9. November 1937 bei einem Jagdunfall zu Tode kam.
Im Dezember 1939 heiratete Schäfer die 19-jährige Hannoveranerin Ursula von Gartzen, mit der er drei Töchter hatte.

### Tibet-Expeditionen
Bekannt wurde er durch drei Expeditionen nach Tibet, die 1931, 1934/35 und 1938/39 stattfanden. Die beiden ersten wurden von dem US-amerikanischen Millionärssohn Brooke Dolan II (1908–1945) geleitet.
An der ersten Expedition in das chinesisch-tibetische Grenzgebiet waren neben Schäfer und Dolan der Ethnologe Gordon Bowles, der Kameramann Otto Gneiser und der Ornithologe Hugo Weigold beteiligt. Schäfer und Weigold brachten neben Hunderten Säugetierfellen und 900 Vogelbälgern auch einen erlegten Pandabären mit. Infolge dieser zoologischen Sammeltätigkeit wurde Schäfer Ehrenmitglied der Academy of Natural Sciences in Philadelphia.
Die zweite Expedition zur Erforschung der Tierwelt der tibetischen Hochebene, zu der Brooke Dolan II Schäfer 1934 einlud, ging in das Quellgebiet des Jangtsekiang. Neben Schäfer und Dolans Ehefrau Emily nahm auch der landes- und sprachkundige Missionar Marion Duncan teil. Auf dieser Reise entdeckte Schäfer das bis dato in der Wissenschaft unbekannte Zwergblauschaf, dessen taxonomische Bezeichnung den Entdecker ehrt: Pseudois nayur schaeferi. Auch von dieser Expedition gingen Tausende Vogelbälger, Mollusken, Fälle und Knochen nach Philadelphia. Über seine Erlebnisse auf dieser Reise berichtete Schäfer in den 1937 und 1938 erschienenen Büchern Unbekanntes Tibet. Durch die Wildnisse Osttibets zum Dach der Erde. Tibetexpedition 1934/36 und Dach der Erde. Durch das Wunderland Hochtibet.
Diese Expedition brachte Schäfer die Aufmerksamkeit des Reichsführers der SS, Heinrich Himmler, sowie die zahlreicher Wissenschaftler ein. Himmler bot ihm 1936 die Finanzierung einer weiteren Expedition nach Tibet an, die Schäfer leiten sollte.
Die „Deutsche Tibet-Expedition Ernst Schäfer“ wurde 1938/39 im Auftrag der SS-Organisation Ahnenerbe durchgeführt und stand unter der Schirmherrschaft von Heinrich Himmler. Dessen Interesse war es, Spuren der  „arischen Rasse“ in Tibet und einer vermeintlich „arischen“ Urreligion zu finden. Expeditionsteilnehmer waren neben Schäfer Karl Wienert, der geophysikalische Messungen durchführen wollte, der Elektrotechniker und technische Leiter Edmund Geer, der Kameramann Ernst Krause und der Anthropologe und SS-Hauptsturmführer Bruno Beger, der auf der Suche nach einer „arischen“ Abstammung die Schädel von Tibetern vermaß. Die Expedition suchte für die zur SS gehörenden Forschungsgemeinschaft Deutsches Ahnenerbe zudem nach „geeigneten Getreidekörnern und -samen für die künftige Kriegswirtschaft“ sowie geeigneten Pferden, die in den künftigen Siedlungsgebieten im Osten eingesetzt werden könnten.
Nach anfänglichen Schwierigkeiten, von den misstrauischen Briten eine Reiseerlaubnis in Indien und zum Grenzübertritt nach Tibet zu erhalten, erhielten die Expeditionsteilnehmer nach mehreren Wochen, die Erlaubnis zur Einreise nach Sikkim und damit in das Grenzgebiet zu Tibet. Als ihnen schließlich unter Auflagen (kein Mitführen wissenschaftlichen Geräts, kein Töten von Tieren) der Grenzübertritt nach Tibet von der dortigen Regierung erlaubt worden war, ignorierten die Expeditionsteilnehmer die Einschränkungen. Es gelang ihnen sogar, als erste Deutsche nach Lhasa, dem heiligen Zentrum Tibets, zu kommen und dort von dem Regenten des Landes empfangen zu werden. Außerdem konnten sie auf ihrer Rückreise die alte, aus dem siebten Jahrhundert stammende Klosterburg Yumbu Lagang besuchen.
Nach der Expedition entstand 1941/42 der rassistische Dokumentarfilm Geheimnis Tibet, der 1943 uraufgeführt wurde und von dem Himmler noch 1942 gesagt hatte, dass dessen Verbreitung „uns einen unerhörten Schaden in der farbigen Welt zufügen“ könnte. Das Filmmaterial stammte von Ernst Krause, Regie und Schnitt lagen in den Händen von Hans A. Lettow, als Sprecher wurde Horst Preusker engagiert, Alois Melichar komponierte die Filmmusik.
Das Hauptziel der Expedition waren das Sammeln ethnographischer, zoologischer und botanischer Exemplare. Sie brachten über 3000 Vogelbälge und 2000 Vogeleier zurück, die heute im Naturkundemuseum in Berlin sind. Außerdem sammelten sie rund 7000 Samen (heute im Leibniz-Institut für Pflanzengenetik und Kulturpflanzenforschung in Gatersleben), 400 Schädel und Felle von Säugetieren, Reptilien, Amphibien, zahlreiche Insekten, Mineralien, machten 40.000 Schwarz-Weiß-Fotos, drehten 17.500 Filmmeter und brachten zahlreiche völkerkundliche Objekte zurück nach Berlin. Sie kartierten und führten geomagnetische Messungen aus.
Über seine Tibet-Expeditionen verfasste Schäfer nach dem Zweiten Weltkrieg u. a. die Trilogie Unter Räubern in Tibet. Gefahren und Freuden eines Forscherlebens, Das Fest der weißen Schleier. Eine Forscherfahrt durch Tibet nach Lhasa, der heiligen Stadt des Gottkönigtums und Über den Himalaja ins Land der Götter. Auf Forscherfahrt von Indien nach Tibet.
Bei einer für 1940/41 geplanten Expedition wollte Schäfer von Tibet aus im von den Engländern beherrschten Indien Unruhen stiften. Die Expedition kam aber nicht zustande.

### Zweiter Weltkrieg
Schäfer war zum 1. November 1933 der SS beigetreten (SS-Nummer 138.803). In dieser wurde er zum 15. Dezember 1935 zum Untersturmführer und schließlich zum 20. April 1942 zum SS-Sturmbannführer befördert. Organisatorisch wurde Schäfer in der SS keiner Gliederung zugeteilt, sondern listenmäßig im Persönlichen Stab des SS-Chefs Himmler geführt. Ebenso gehörte er dem Freundeskreis Reichsführer SS an. Im Winter 1939/1940 begleitete Schäfer Himmler zusammen mit weiteren ausgewählten Forschern und SS-Funktionären (Globocnik, Lorenz, Peiper) auf einer Reise nach Polen. Bei dieser Gelegenheit erfuhr er von Mitgliedern von Himmlers Stab von Massenmorden an Angehörigen der polnischen Intelligenz durch die SS (AB-Aktion).
Im April 1940 wurde Schäfer in München zum Leiter der „Forschungsstätte für Innerasien und Expeditionen“ ernannt, der stärksten Abteilung innerhalb der bis August 1943 in Berlin-Dahlem ansässigen SS-Organisation Ahnenerbe. Im Januar 1941 wurde er eingezogen und kam in die SS-Kampfgruppe Nord nach Norwegen und Ostkarelien. Bereits im August 1941 konnte er zurück nach München an sein Institut gehen.
Im Oktober 1942 wurde Schäfer an der Münchner Universität habilitiert und in den Freundeskreis Reichsführer SS Himmlers aufgenommen. Bereits im August 1942 hatte Himmler befohlen, die Kaukasus-Region zu erforschen (Sonderkommando K), eine Aufgabe, der sich Schäfer mit seinem im Januar 1943 gegründeten „Sven-Hedin-Institut für Innerasienforschung“ an der Universität München widmen wollte. Dieses Institut stand in enger Verbindung zum SS-Ahnenerbe und hatte 20 Festangestellte, u. a. die Tibet-Expeditionsteilnehmer Beger, Wienert, Krause und Geer. Zum Mitarbeiterstab gehörten auch der Tibetologe Helmut Hoffmann, der Botaniker Volkmar Vareschi und der Zoologe Ludwig Bohmann. Wegen des Kriegsverlaufs (Niederlage bei Stalingrad) kam es zu keiner Kaukasus-Expedition. Aber der Anthropologe Bruno Beger verfolgte seine rassenkundlichen Forschungen weiter, indem er einen Auftrag zur Beschaffung von Schädeln aus dem KZ Auschwitz für die Reichsuniversität Straßburg nutzte, um eigene Forschungsinteressen zu verfolgen.
Bei seinem Besuch im KZ Auschwitz im Juni 1943 hatte Beger 86 jüdische Häftlinge selektiert, die ins KZ Natzweiler-Struthof verschleppt und dort vergast wurden, nachdem der Direktor des Anatomischen Instituts der Reichsuniversität Straßburg, August Hirt, Menschenversuche an ihnen vorgenommen hatte. Im November 1944 fanden die Alliierten in Straßburg „eine Sammlung von Schädeln“. Beger hatte aus Auschwitz auch vier innerasiatische Kriegsgefangene überstellen lassen, worauf Schäfer ihm am 24. Juni 1943 schrieb: „Fein, dass Du auch mongolische Typen für uns herausgreifen konntest“.
Im August 1943 zog Schäfer mit seinem Institut nach Österreich in das Schloss Mittersill im Pinzgau. Dort wurden ab März 1944 erst 15, dann 6 Zwangsarbeiterinnen aus den Konzentrationslagern Ravensbrück und Mauthausen eingesetzt.
Noch 1945 wurde Schäfer von Heinrich Himmler mit dem Kriegsverdienstkreuz II. Klasse mit Schwertern ausgezeichnet. Noch bevor Mittersill am 7. Mai 1945 von amerikanischen Soldaten erreicht wurde, machte sich Schäfer auf den Weg nach München und kam am 1. Mai zuerst in Freising in Gefangenschaft. Später war er in Oberursel, Bruchsal, Ludwigsburg, Moosburg und Nürnberg-Langwasser interniert.

### Nachkriegszeit
Nach dem Zweiten Weltkrieg behauptete Schäfer, nur widerwillig in der SS gewesen zu sein, und stilisierte sich als Rebell und Widerständler. In den folgenden Jahren wurde er wiederholt im Zuge der Nürnberger Prozesse als Zeuge verhört. 1949 gelang ihm im Rahmen der Entnazifizierung aufgrund zahlreicher Fürsprecher und dem Verleugnen der eigenen Rolle die politische Entlastung.
1949 versuchte er sich als Vortragsreisender in Sachen Tibet und beendete die während der Internierung geschriebenen Bücher über seine Exkursionen. Auch der Tibet-Film kam – allerdings leicht gekürzt und unter neuem Titel – 1950 erneut in die Kinos. Gleichwohl verließ Schäfer mit seiner Familie Ende 1949 Deutschland und ging nach Venezuela. Dort baute er eine biologische Forschungsstation im Nationalpark Henri Pittier (damals Rancho Grande) und ein zugehöriges Naturkundemuseum auf. Die Universidad Central de Venezuela in Caracas verlieh ihm eine Professur. Nach seinem Tod veröffentlichte seine Frau Ursula Bücher über den Nationalpark und die Vogelwelt in Venezuela (rund 500 Vogelarten).
1954 lernte Schäfer den abgedankten belgischen König Leopold III. und seine Frau kennen, die im Nationalpark die Forschungsstation besuchten. Der König lud ihn ein, als wissenschaftlicher (und jagdlicher) Berater zu fungieren. Schäfer schlug für die Weltausstellung 1958 in Brüssel einen Tierfilm über Belgisch-Kongo und eine Expedition dorthin vor, die unter internationaler Beteiligung stattfand. Dort entstand zusammen mit Heinz Sielmann der 1959 erschienene Film Herrscher des Urwalds über Berggorillas.
Im Jahr 1956 wurde Schäfer Kustos für Zoologie am Niedersächsischen Landesmuseum. Trotz des Widerstands seines damaligen Chefs, dem Leiter der Naturkundeabteilung Fritz Steiniger, gelang es Schäfer 1967, in das Beamtenverhältnis übernommen zu werden.
Von November 1963 bis März 1964 konnte er im Auftrag des Museums zur Vorbereitung einer Ausstellung eine Reise zum Erwerb naturkundlicher und ethnographischer Objekte nach Indien machen. Er reiste über Madras, Kerala, Mysore nach Dharamsala im Norden Indiens, wo zahlreiche Exiltibeter und der Dalai Lama, die von den Chinesen nach dem tibetischen Aufstand 1959 vertrieben wurden, lebten. Schäfer erneuerte seine Kontakte und erwarb zahlreiche ethnographische Sammelstücke, die 1965 in einer Sonderausstellung im Landesmuseum gezeigt wurden.
1970 ging Schäfer in den Ruhestand und zog mit seiner Frau nach Göhr im Wendland. Von 1987 bis zu seinem Tode am 21. Juli 1992 lebte er in Bad Bevensen. 1988 trat er als Tibet-Experte im Fernsehen auf, und er schrieb für die Jagdzeitschrift Wild und Hund im Paul Parey Zeitschriftenverlag.

## Sonstiges
Das von ihm bei der Expedition 1934 entdeckte Zwergblauschaf trägt den wissenschaftlichen Namen Pseudois schaeferi.
Im Videospiel „Uncharted 2: Among Thieves“ gibt es den Charakter „Karl Schäfer“. Dieser ist stark an Ernst Schäfer orientiert.

## Veröffentlichungen
- Berge, Buddhas und Bären, Verlag Paul Parey, Berlin 1933. (in einer Auflage)
- Unbekanntes Tibet. Durch die Wildnisse Osttibets zum Dach der Erde. Tibetexpedition 1934/36, Verlag Paul Parey, Berlin 1937. (in mehreren Auflagen)
- Dach der Erde. Durch das Wunderland Hochtibet, Verlag Paul Parey, Berlin 1938. (in mehreren Auflagen)
- Ornithologische Ergebnisse zweier Forschungsreisen nach Tibet, Berlin 1939 (Dissertation; später nachgedruckt als: Journal für Ornithologie, 86. Jg. (1938), Sonderheft, Kommissionsverlag R. Friedländer&Sohn, Berlin).
- Tibet ruft. Verlag Paul Parey, Berlin 1942 (in mehreren Auflagen).
- Geheimnis Tibet. Verlag F Bruckmann, München 1943.
- Unter Räubern in Tibet. Gefahren und Freuden eines Forscherlebens. Vieweg, Braunschweig 1952; Goldmann, München 1954.
- Das Fest der weißen Schleier. Eine Forscherfahrt durch Tibet, nach Lhasa, der heiligen Stadt des Gottkönigtums, Vieweg u. Teubner Verlag, Wiesbaden 1950.
- Über den Himalaja ins Land der Götter. Auf Forscherfahrt von Indien nach Tibet, Vieweg, Braunschweig 1950.
- Auf einsamen Wechseln und Wegen. Jagd und Forschung in drei Erdteilen, Verlag Paul Parey, Berlin 1961.
- Die Vogelwelt Venezuelas und ihre ökologischen Bedingungen, 4 Bände, Wirtemberg Verlag Lang-Jeutter & Jeutter, Berglen 1996–2004, Band 1: ISBN 3-922070-09-4; Band 2: ISBN 3-922070-10-8; Band 3: ISBN 3-922070-11-6. (Es sind nur drei Bände erschienen.)